# Little Charmers
A Bű-bájoskák, első évadban Little Charmers 2015 és 2017 között vetített kanadai–koszovói televíziós 3D-s számítógépes animációs vígjátéksorozat, amelynek alkotói Jennifer Dodge és Irene Weibel voltak.
Először Amerikában mutatta be a Nickelodeon 2015. január 12-én. Kanadában a Treehouse TV mutatta be 2015. január 25-én. Magyarországon a Nick Jr. mutatta be 2015. július 6-án. 2024. december 7-étől az M2 is bemutatta a sorozatot.

## Ismertető
Az óvodás korú gyerekeknek szóló animációs sorozat főszereplője Hazel és a két legjobb barátja, Posie és Lavender. A kis mágusok Charmville varázslatos vidékén élnek, ahol izgalmas kalandok sorozata várja őket.

## Szereplők
| Szereplő       | Eredeti hang      | Magyar hang                                  |
| -------------- | ----------------- | -------------------------------------------- |
| Hazel Charming | Addison Holley    | Andrádi Zsanett                              |
| Lavender       | Alexa Torrington  | Bogdányi Titanilla                           |
| Posie          | Matilda Gilbert   | Csifó Dorina                                 |
| Mr. Charming   | Andrew Sabiston   | Seder Gábor                                  |
| Mrs. Charming  | Lisette St. Louis | Urbán Andrea (1. évad) Mics Ildikó (2. évad) |
| Petrus         | Lucius Hoyos      | Baráth István                                |

### Magyar változat
- Magyar szöveg: Vajda Evelin (1. évad), Kertész Boglárka (2. évad)
- Dalszöveg: Galambos Attila
- Hangmérnök: Bederna László
- Vágó: Bederna László (1. évad), Philipár Éva (2. évad)
- Gyártásvezető: Németh Piroska (1. évad), Vígvári Ágnes (2. évad)
- Zenei rendező: Nikodém Gerda
- Szinkronrendező: Orosz Ildikó
- Produkciós vezető: Koleszár Emőke (1. évad), Horján Maja (2. évad)

A szinkront az SDI Media Hungary készítette. (1. évad)
A szinkront a Cinetel megbizásából a Direct Dub Studios készitette. (2. évad)

## Epizódok
| Évad | Évad | Epizódok | Eredeti sugárzás  | Eredeti sugárzás  | Magyar sugárzás | Magyar sugárzás | Magyar sugárzás   | Magyar sugárzás  |
| Évad | Évad | Epizódok | Eredeti sugárzás  | Eredeti sugárzás  | Nick Jr.        | Nick Jr.        | M2                | M2               |
| Évad | Évad | Epizódok | Évadpremier       | Évadfinálé        | Évadpremier     | Évadfinálé      | Évadpremier       | Évadfinálé       |
| ---- | ---- | -------- | ----------------- | ----------------- | --------------- | --------------- | ----------------- | ---------------- |
|      | 1    | 44       | 2015. január 12.  | 2016. március 11. | 2015. július 6. |                 | 2024. december 7. | 2025. január 25. |
|      | 2    | 13       | 2017. április 10. | 2017. április 15. |                 |                 | 2025. január 26.  | 2025. február 7. |